# نيناد زيفتشفيتش
نيناد زيفتشفيتش مواليد 28 فبراير 1986 في سكوبيه، جمهورية يوغوسلافيا الاشتراكية الاتحادية، هو لاعب كرة سلة مقدوني. بدأ مسيرته الاحترافية في سنة 2006. يلعب في بطولة تونس لكرة السلة للرجال.

## المسيرة الاحترافية
لعب مع نادي بودوشنوست لكرة السلة في موسم 2006–2007، ثم لعب مع إم زد تي سكوبيه في موسم 2010–2011، ثم لعب مع سندسفال دراغونز في سنة 2012، ثم لعب مع النادي العربي في موسم 2013–2014.